# Mammillaria jaliscana
Mammillaria jaliscana es una especie perteneciente a la familia Cactaceae. Es endémico de México.  

## Descripción
Es una planta perenne carnosa, con el tallo esférico a corto cilíndrico, de color verde brillante de 5-6 cm de diámetro. Las areolas  son cónicas cilíndricas con extremos redondeados, y, ocasionalmente, con látex. Las axilas están desnudas. Las 5 a 14 espinas centrales son de color marrón rojizo  de 0,7 a 0,9 centímetros de largo y tienen puntas oscuras. Las 30 a 40 espinas radiales son de color blanco, más o menos rectas y de 0,5 cm de largo. Las flores son rosas y están delicadamente perfumadas y tienen 2 cm de diámetro. Los frutos son de color blanco de 0,8 cm de largo. Contienen semillas  de color marrón-negro.

## Distribución y sistemática
Mammillaria jaliscana en los estados mexicanos de Jalisco, Michoacán y Zacatecas.

## Taxonomía
Mammillaria jaliscana fue descrita por (Britton & Rose) Boed. y publicado en Mammill. Vergl.-Schluss. 35, en el año 1933.
Etimología
Mammillaria: nombre genérico que fue descrita por vez primera por Carolus Linnaeus como Cactus mammillaris en 1753, nombre derivado del latín mammilla = tubérculo, en alusión a los tubérculos que son una de las características del género.
El epíteto de la especie jaliscana del latín jaliscanus, referido a su  ubicación en el estado de Jalisco (México).
Sinonimia
- Ebnerella jaliscana
- Mammillaria zacatecasensis
- Mammillaria kleiniorum
- Mammillaria fuscohamata Backeb. ex Repp.
- Neomammillaria jaliscana Britton & Rose[3][4]